# Iviron
Iviron (řecky Ιβήρων) je pravoslavný klášter (monastýr), jeden ze skupiny klášterů na hoře Athos v Řecku. Jde o jeden z nejstarších klášterů v této mnišské autonomní oblasti. Byl založen gruzínskými mnichy Janem Iberským a Janem Tornikosem mezi lety 980–983. Gruzínský prapůvod je obsažen i v názvu kláštera, Iviron značí v řečtině "gruzínský", respektive "iberský". Byl to třetí klášter na Athosu a v tradiční hierarchii dvaceti athoských klášterů je rovněž na třetím místě.
Zpočátku působil jako centrum gruzínské vzdělanosti v Byzantské říši a byla v něm překládána četná díla z řečtiny. V 11. století klášter hostil 300 mnichů a vlastnil více půdy, než hlavní klášter Velká lávra. V klášteře působili řečtí i gruzínští mniši, mezi nimiž panovala značná rivalita. Oba národy sloužily bohoslužby odděleně. Počet Gruzínců však klesal a v roce 1356 řecký prvek natolik převýšil, že bylo stanoveno, že igemunem může být jen Řek a mše v hlavním kostele (katolikonu) se začaly sloužit pouze v řečtině. Ve 14. století byl klášter vypleněn Katalánskou kompanií.
Klášterní knihovna obsahuje přes 20 000 knih, listin či svitků v řečtině, gruzínštině či latině, mezi nimi například vzácný rukopis Barlaam a Josafat. Nachází se zde obrovské množství uměleckých předmětů spojených s gruzínskou a byzantskou historií (např. ikona Panagia Portaitissa). Architektonicky vyniká zejména katolikon kláštera, který patří k nejzachovalejším stavbám na poloostrově. V roce 1513 prošel rekonstrukcí, během níž vzniklo rovněž několik vzácných fresek. Klášter a katolikon jsou zasvěceny Zesnutí přesvaté bohorodice, hlavní klášterní svátek se proto slaví 15. srpna. K monastýru patří také skit Jana Křtitele, 11 kathismát (menších klášterních jednotek) a 26 cel (kellia). Klášteru také kromě toho přísluší 16 kaplí. V současnosti tvoří klášterní komunitu zhruba 30 mnichů.